# 사대교린
사대교린주의(事大交隣主義) 또는 사대교린 정책(事大交隣政策)은 '사대'라는 용어와 '교린'이라는 용어를 하나로 묶어서 조선 시대의 외교 정책을 설명하려는 접근 방식이다.

## 개요
일반적으로 사대교린주의란 큰 나라를 받들어 섬기고 이웃 나라와는 화평하게 지낸다는 뜻으로 풀이되는데, 이때에 사대는 명나라에 대한 외교책이며, 교린은 여진족과 일본에 대한 외교책을 일컫는 말처럼 쓰인다.
사대교린은 조선 전기에 확립되었지만 그 형태는 오래되었다. 고구려도 한나라(32년), 북위, 수나라 등 중국에서 강성한 왕조가 들어서면 조공 책봉관계를 맺고 외교적 이익을 취하였으며, 고려도 송나라나 금나라가 강성할 때는 이러한 외교관계로서 국제적 안정을 도모하는 한편, 주변 약소 민족에게 회유와 토벌 정책을 실시하였다.
이 외교정책은 서로의 독립성이 인정된 위에서 이루어진 것으로 예속 관계에 의한 것은 아니었다. 1876년에 일본이 청나라 총리각국사무아문(현재의 외교부 성격의 기관)에 강화도조약 1조에 명시된 조선은 자주국이라는 조항에 대한 청나라의 의견을 구하자, 총리각국사무아문은 조선은 본래부터 그런 나라였으며 그 조항으로 바뀌는 점이 없다면서 문제될 것이 없다고 답하였다. 또 사대교린정책은 조선의 입장에서도 국제적 평화를 유지하면서 실리를 챙기는 외교였다. 게다가 여진과 일본에 대해서도 무역소나 항포 개항과 같은 회유책과 함께 4군 6진 설치와 쓰시마 정벌과 같은 강경책을 병행하였다. 이와 같이 사대교린은 외교 정책의 기본일 뿐이었다.